# バトルマニア大吟醸
『バトルマニア大吟醸』（バトルマニアだいぎんじょう）は、1993年12月24日にビック東海から発売されたメガドライブ用シューティングゲームである。

## 概要
前作『バトルマニア』が好評だったために制作された続編。
サイドビューのスクロール（ステージによって縦、横が変わる）シューティング。主人公の大鳥居マニアと相棒の羽田マリアを操り、全10ステージを戦う。

## ストーリー
某国の皇太子デンカを救出すべく、ドン・モルグスティンを倒したトラブル・シューターの大鳥居マニアと羽田マリア。
しかし3年後3日後、倒したはずのモルグスティンが復活した！寝ているマリアを置いて、マニアは一人モルグスティンの待つ平成バビロンへと向かう…！

## 操作方法
基本的に前作と同じであるが、マニアの向きに3種類の選択が可能になった。
1WAY
マニアは右向き固定。マリアのみ方向転換する。
2WAY
2人とも同じ向きに方向転換する。
8WAY
マニアの移動方向に合わせてショット方向も変更（ショットボタン押しっぱなしで方向固定）。

### プローブ
プローブ(PROgramable Variable Enforcer)は、マニアの背中に装着される支援兵器。パワーアップすると独立して飛行攻撃する。スーパーウェポンもプローブから発射される。
ホーミング
マニアの左上を常に追いかける。
ロール
マニアの周囲を回転する。
ネガティブ
マニアと上下関係が逆になるように移動する。

### スーパーウェポン
チャージメーターが満タンになると使用できる特殊攻撃。ステージ開始時に選択する。
ネオサンダー
画面全体に有効な稲妻攻撃。前作より有効時間がやや長い。
ベンテンボム
マニアの周囲を回転する爆破ボム。
チェインソー
上下に延びる電磁ノコギリ。
イレイサー
マニアの上下から、前方に2本のビームを発射する。

### ショット
メインウェポン。アイテムを取る事で5段階にパワーアップする。

## スコアアタックモード
制限時間120秒で、ステージ2を元にしたもの。

## バカゲーとしての側面
前作同様、バカゲーとしての顔が前面に押し出されている。一部では、「ゲームバランスを崩壊させてまでもバカやってくれる」と期待する声もあったという。ステージ1は夜の都庁から始まるが、ステージラストでマリアが都庁から車で飛び出してボスを車ごと押しつぶす、ステージ2が江の島を走るモノレールのそば（開発者が自費で取材に行ったという）、ステージ5の巨大戦車の動力源がハツカネズミなど、枚挙にいとまがない。
しかし、これも前作同様、技術と経験に裏付けられたものである。特に今回はプログラミングテクニックが優れており、例えばステージ1の背景はマニアの動きに合わせて左右にラスタースクロールし、ステージ6の背景もラスタースクロールをうまく使ってパイプの中にいるような表現を行い、ラストボスはスプライト多関節でパーツが動きまくりなど、当時のメガドライブの他のサードパーティーに引けを取らない技術を惜しげもなく投入した。デザイナーはこれを「技術の無駄遣い」と称していた。またPCM音源をフル活用したサウンドも評価が高い。
エンディングでは専用のひらがなフォントを使用し、スタッフクレジットのあと、プレイヤーからのお便りへの返信や、通っていた焼肉屋、果ては前作をネタにした同人誌をスペシャルサンクスに加えていた。
以上のことから、本作品も前作同様、メガドラユーザーのお宝ゲームであるとともに、ある種のカルトゲームとしても知られている。

## その後
大鳥居マニアと羽田マリアの二人はビック東海の協力により、セガのキャラクターでもないのに『セガガガ』に出演を果たした。